# Pour En Finir Avec Le Pouvoir d’Orphée II
Pour les articles homonymes, voir Pour En Finir Avec Le Pouvoir D'Orphée II.
Pour En Finir Avec Le Pouvoir D'Orphée II ou P.E.F.A.P.O II est une composition électroacoustique de Bernard Parmegiani sortie en 1972. Cette œuvre est jouée et diffusée pour la toute première fois au Festival d'Avignon le 3 août 1972, avec une chorégraphie signée Vittorio Biagi pour le spectacle vivant "Pour 2 Arcs A Bouche Et Ordinateur".
Cette œuvre électroacoustique est présente dans sa quasi-intégralité (seul Plain-Souffle est manquant), avec d'autres œuvres de Parmegiani (Violostries, Dedans-Dehors...) sur un double CD édité et sorti en 1997 sous le label INA-GRM.

## Liste des morceaux
| 1.    | Faire Et Défaire | 8:46  |
| 2.    | Kaleïdoscope | 6:15  |
| 3.    | L'Oscillée | 3:51  |
| 4.    | Unisson Des Voix II | 3:21  |
| 5.    | Plain-Souffle (Composition en 6 parties : Eruptive/Fil d'Air/Jeu Du Vivant Et De l'Air/Jeu De l'Air Et Du Son/Jeu Du Vivant Et De l'Air / "Je" II/Resorbtions) | 21:35 |
| 44:01 | |       |

## Musiciens
- Bernard Parmegiani : compositions et instruments
- Vittorio Biagi : chorégraphie